# 보이시강
보이시강(Boise River)은 미국 북서부의 스네이크강의 지류로, 길이는 102-마일-long (164 km)이다. 아이다호주 남서부 보이시 북동쪽의 쏘투스 산맥의 험준한 부분과 서부 스네이크강 평원의 일부를 배수한다. 이 유역은 고산 협곡, 숲, 목초지, 농업용지, 도시 지역 등 약 4,100 제곱마일 (11,000 km2)에 달하는 매우 다양한 서식지를 포함한다.

## 설명
보이시강은 해발 10,000 피트 (3,050 m)가 넘는 쏘투스 산맥의 세 갈래에서 발원하여 북쪽과 중간 갈래가 합류하여 형성된다. 북쪽 갈래는 50 마일 (80 km) 길이로, 보이시 북동쪽 60 마일 (100 km)의 보이시–엘모어 군 경계선을 따라 쏘투스 황야에서 발원한다. 이 갈래는 보이시 국유림의 외딴 산들을 따라 일반적으로 남서쪽으로 흐른다. 중간 갈래는 길이가 약 52 마일 (84 km)이며, 엘모어군 북동부의 쏘투스 황야 지역에서 북쪽 갈래에서 12 마일 (19 km) 이내에서 발원한다. 애틀랜타 마을 근처에서 서남서쪽으로 흐르며, 아이다호시티 남동쪽 약 15 마일 (24 km) 지점에서 북쪽 갈래와 합류하여 보이시강을 형성한다. 본류는 남서쪽으로 애로우록 저수지로 흐르며, 앤더슨 목장 댐에서 남쪽 갈래와 합류한다.
101-마일-long (163 km) 남쪽 갈래는 쏘투스 국유림의 카마스군 북부 스모키 산맥과 군인 산맥에서 발원하며, 페어필드 북쪽, 보이시 동쪽 65 마일 (105 km) 지점에 있다. 이 갈래는 일반적으로 남서쪽으로 흐르며, 현무암 협곡을 통해 앤더슨 목장 저수지를 채우기 위해 하강한 후, 엘모어군 중부에서 북서쪽으로 방향을 바꾼다. 이 갈래는 보이시 동쪽 20 마일 (32 km) 지점에서 애로우록 저수지의 남쪽 팔로 본류와 합류한다.

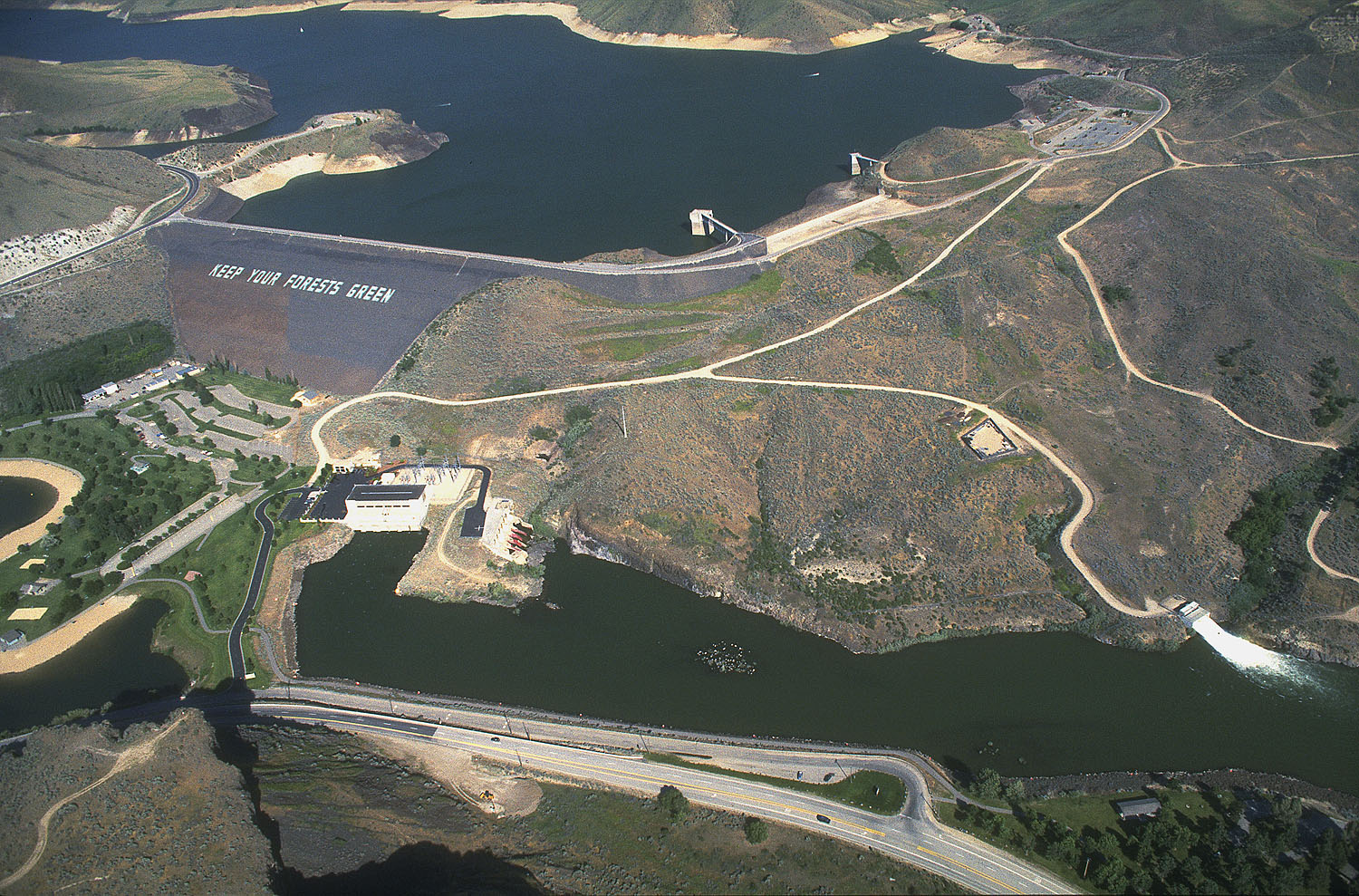
럭키 피크 댐,
보이시 북동쪽

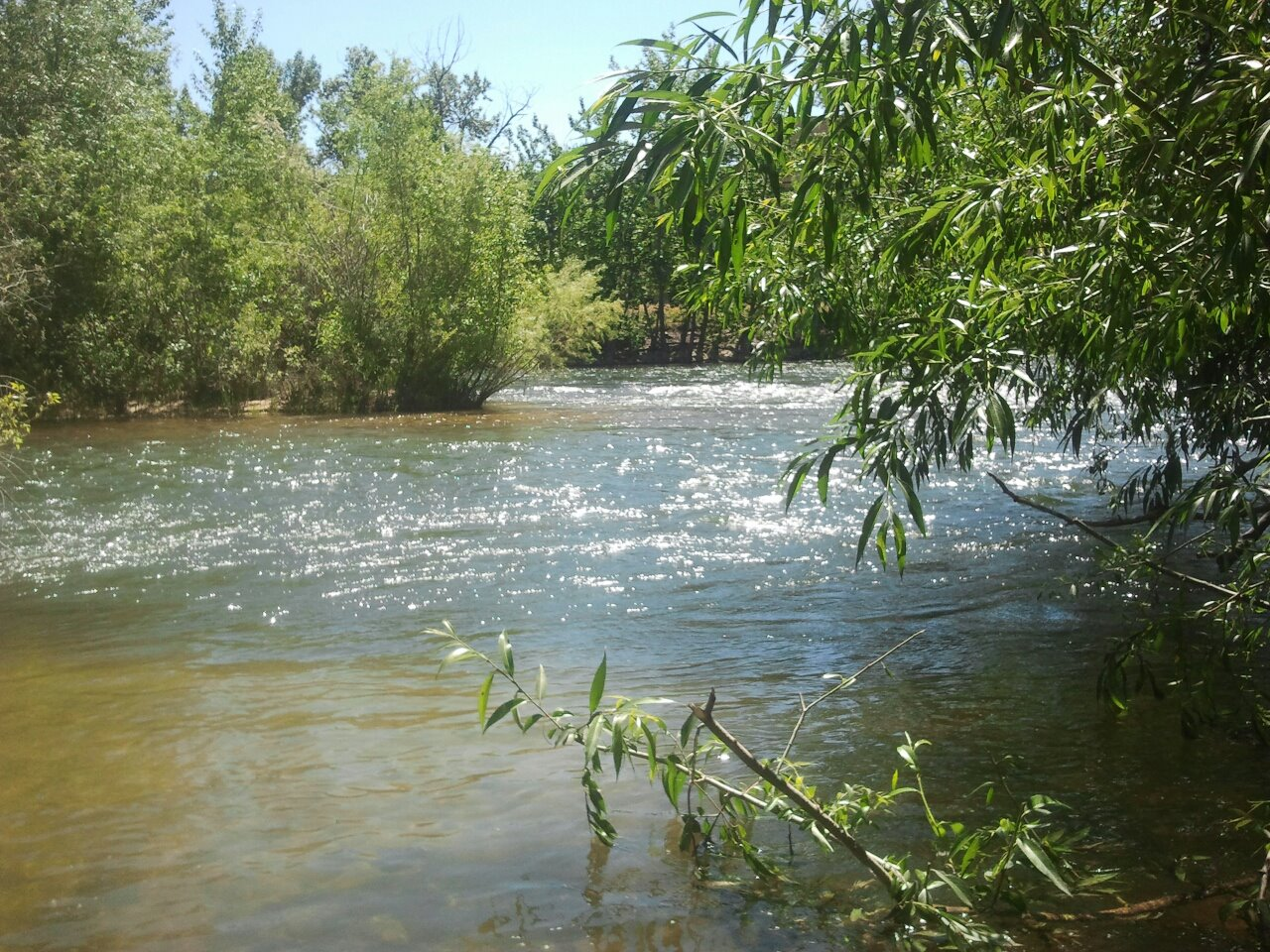
보이시강

남쪽 지류와의 합류점 하류에서, 강은 일반적으로 서쪽으로 흐르며, 제21호선을 따라 주요 지류인 모어스 크릭이 합류하고, 럭키 피크 댐을 통과하여 보이시 남동쪽 산기슭에서 나온다. 이 강은 도시 위쪽의 여러 관개용 댐을 지나는데, 첫 번째이자 가장 큰 댐은 100년 된 보이시강 전환 댐으로, 레이크 로웰 (디어 플랫 저수지로도 알려짐)에 있는 콘크리트 뉴욕 운하를 위한 것이며, 냄파 남서쪽 캐년군에 위치한다. 다음으로 이수되는 곳은 바버 공원 바로 위, 보이시 도심에서 5마일(8km) 떨어진 엑케르트 이수 댐의 라이든바우 운하(1878)이다. 도시를 관통하는 강은 광범위한 레크리에이션 그린벨트로 둘러싸여 있다. 강은 트레저 밸리의 서쪽 끝에 있는 스네이크 강 평원을 가로질러 서쪽으로 흐르며, 스네이크강까지 캐니언군 북부를 가로지르면서 넓은 범람원이 있는 분기 하천이 된다. 약 해발 2,100 피트 (640 m)에서, 아이다호주-오리건주 국경의 스네이크 강으로 유입되며, 파르마 서쪽, 나이사 남쪽 3마일(5km) 지점이다.

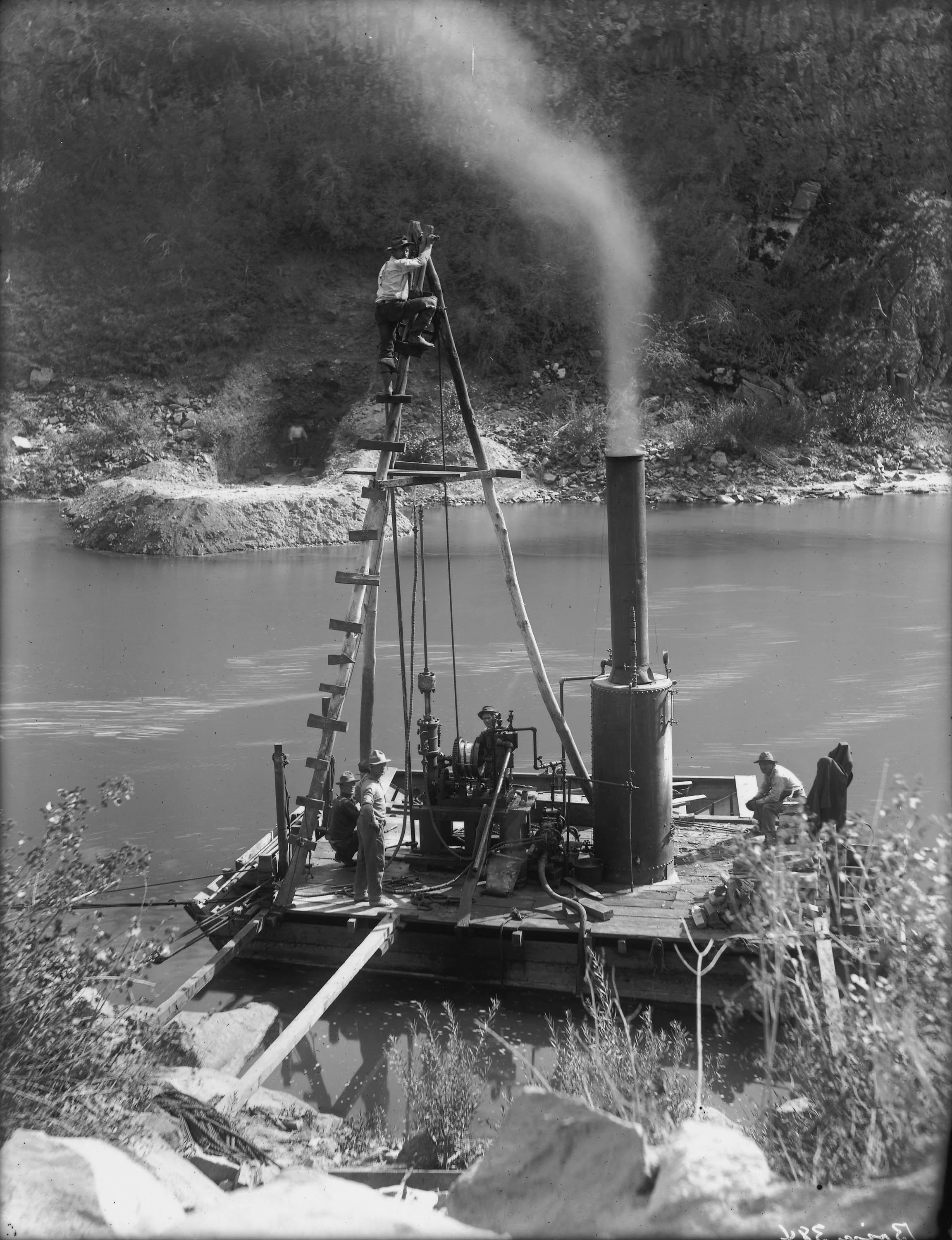
보이시 관개 사업, 1910년
사진: 월터 럽켄.

## 역사
이 강은 19세기 초 태평양 모피 회사 직원인 존 리드의 이름을 따 "리드의 강"이라고 불렸는데, 그는 1813년과 1814년에 걸쳐 이 강의 여러 부분을 탐험했다. 이 강은 현재의 보이시 서쪽 평원에서 관개를 위해 운하로 물길이 바뀌었다. 산간 저수지를 형성하는 댐은 보이시와 트레저 밸리에 농업 관개, 수력 발전, 식수 및 홍수 조절을 제공하기 위한 미국 개간국의 "보이시 프로젝트"의 일환으로 건설되었다.
주요 프로젝트의 초기 완료일은 다음과 같다.
- 1909년 – 보이시강 전환 댐 & 뉴욕 운하
- 1915년 – 애로우록 댐
- 1950년 – 앤더슨 목장 댐 - (S. 지류)
- 1955년 – 럭키 피크 댐 - (미국 육군 공병대)

보이시강은 50년간 트윈 스프링스에 댐 건설이 제안되었으며, 1966년 트래보이 프로젝트 제안으로 절정에 달했다. 이 프로젝트는 댐 건설에 필요한 다량의 암석 골재를 생성하거나, 비슷한 효과를 낼 수 있는 산사태를 유발하기 위해 핵폭발물을 사용할 예정이었다. 트래보이 프로젝트는 보습 기획의 한 구성 요소였다. 이 프로젝트는 방사능 오염 및 하류 댐의 지진 안전성에 대한 우려가 제기되면서 1968년에 포기되었다.

## 여가
이 강은 부유를 위한 인기 있는 장소이며, 특히 보이시 그린벨트에서 그렇다. 튜버와 부유자들은 바버 공원에서 출발하여 주요 관개 전환 댐 사이의 앤 모리슨 공원에 착지한다. 6-마일 (10 km) 여행 동안 몇 개의 작은 전환 위어와 여러 다리를 통과한다. 수상스키는 럭키 피크 저수지 댐 위에서 인기가 있다.
강 하류(온수) 구간에서는 여름철 낮은 유량과 농업 유출수로 인한 수질 악화로 수산업 생산량이 제한된다. 이 강 구간은 큰입배스, 강꼬치고기, 메기목을 위한 적절한 어장을 제공한다. 스타 상류에서는 강이 한랭 수류이며 더 다양한 물고기 종을 지탱한다. 이 구간에서 가장 널리 퍼진 종은 화이트피시 (어류)이며, 부화장에서 기른 무지개송어, 야생 무지개송어, 그리고 치어 브라운송어도 있다. 럭키 피크 및 애로우록 저수지 상류에서는 강과 그 지류에 야생 무지개송어, 화이트피시, 그리고 황금송어의 훌륭한 개체군이 서식한다. 이는 앤더슨 목장 저수지의 유출구 바로 하류에서 특히 그러한데, 남쪽 지류는 댐 아래에서 카우 크릭 다리까지 5 마일 (8 km) 이상에 걸쳐 전형적인 "테일워터"의 특징을 띤다.

## 어로
보이시강은 어로로도 인기가 많으며, 주로 무지개송어와 겨울철에는 강해송어를 잡는다. 스핀 낚시꾼은 로스터테일 스피너와 미끼인 벌레와 파워베이트를 사용하고, 플라이 낚시꾼은 유역에 풍부한 수생 및 육상 곤충을 모방한 다양한 플라이와 스트리머를 사용한다.

## 같이 보기
- 아이다호주의 강 목록
- 아이다호주에서 가장 긴 강 목록